# Велика Костревниця
Велика Костревниця (словен. Velika Kostrevnica) — поселення в общині Шмартно-при-Літії, Осреднєсловенський регіон, Словенія. 
Висота над рівнем моря: 306,4 м.